# Гливисинг
Гливисинг (валл. Glywysing) — послеримское и раннесредневековое государство (скорее княжество, чем королевство) в Юго-Восточном Уэльсе, существовавшее с V—VI века по 1091 год. C середины X века стало называться Морганнуг (валл. Morgannwg).

## История
В конце IV века, когда римские легионы ещё были расквартированы в Британии, западная и южная часть современного Уэльса находилась под властью сыновей Магна Максима, полководца, провозгласившего себя императором Запада и пытавшегося захватить власть во всей империи. Один из его сыновей, Евгений, которого кельты называли Оуайном, правил в Средне-Южном Уэльсе. На принадлежавших ему территориях вскоре образовалось королевство Керниу, которое не надо путать с почти одноимённым государством Керноу, существовавшим в Корнуолле. В конце V века оно было переименовано в Гливисинг в честь короля Гливиса, но после его смерти распалось на несколько мелких княжеств. Самым известным из них был Гвинллуг. Вскоре, во второй половине VI века, они все были поглощены соседним Гвентом.
Около 755 года после смерти Итела ап Моргана Южный Уэльс подвергся новому разделу. Наиболее жизнеспособной оказалась ветвь наследников Риса ап Итела, представители которой правили как в Гвенте, так и в Гливисинге. Однако история Южного Уэльса освещена в источниках очень плохо. Малосодержательные хроники противоречат друг другу. Нет единства и среди уэльских генеалогий. Так что установить истинную последовательность королей, их родственные связи и периоды правления очень трудно.
Около 927 года один из потомков Риса, Морган Старый, объединил Гвент и Гливисинг в одно государство, которое в его честь было названо Морганнуг, или Гламорган. После смерти Моргана Гвент и Гливисинг снова разделились, но остались союзниками, особенно перед лицом внешней опасности. При этом Гливисинг продолжал носить название Морганнуг. В 1055 году Морганнуг был завоёван Грифидом Гвинедским, объединившим под своей властью почти весь Уэльс, но после его смерти, в 1063 году вновь получил независимость. С 1074 года Гвент и Морганнуг управлялись одним королём, пока в 1091 году не были завоёваны норманнами.

## Список королей

### Правители в Кардиффе
- Рин ап Нейтон, потомок Гвидгена, сын Каратака[3]
- Оуайн Черногубый (до 440 года), сын предыдущего или сын Магна Максима
- Мор ап Оуайн (440—450)
- Солор ап Мор (450—470)

### Правители полуострова Гоуэр
- Гурауд Гейнт ап Солор
- Гурган Фрих ап Гурауд
- Гвалхмай Прекрасноволосый ап Гурган, и брат его Квельдгильс
- Кингалин ап Гвалхмай[3]
- Кинфету ап Кингалин (ок.585)[3]
- Святой Самлет ап Кинфету, его сестра вышла замуж за Испвиса, князя Эрсинга, из Калхфинита[3]

### Правители Гвинлуга/Гливисинга
- Глиуис ап Солор (470—480)
- Гвинлиу (480—523)
- Кадок Мудрый (523—580)
- Мейриг ап Энинни (VI век), женат на тёте предыдущего
- Эрбик ап Мейриг (конец VI века)
- Эйнион (начало VII века)[4][5]

Гливисингом властвуют правители Гвента, после чего здесь начинает править тамошняя боковая ветвь:
- Мейриг ап Ител (с 750)
- Родри ап Ител (с 750)
- Рис ап Ител (750-785)
- Брохвайл ап Рис (ок. 755-760)
- Мейриг ап Рис (775-785)
- Артвайл Старый (785—825)
- Рис ап Артвайл (825—856)
- Хивел ап Рис (856—886)
- Оуайн ап Хивел (886—930)
- Грифид ап Оуайн (930—934)
- Кадуган ап Оуайн (930—950)
- Морган Старый ап Оуайн (930—974)
- Оуайн ап Морган Хен (974—983)
- Идваллон ап Морган Хен (974—990)
- Ител ап Морган Хен (ок. 974—994)
- Ител Чёрный (ок. 983—990[6] или до 1041[7])
- Рис ап Оуайн (ок. 990—1035/1000)
- Иестин ап Оуйан (ок. 990—1015)
- Хивел ап Оуйан (ок. 990—1043)
- Ридерх ап Иестин (соправитель Хивела ап Оуйана) (ок. 1015—1033)
- Грифид ап Ридерх (вначале соправитель Хивела ап Оуйана) (1033—1055)
- Грифид ап Лливелин (король Уэльса) (1055—1063)
- Кадуган ап Мейриг (1063—1074)
- Карадог ап Грифид (1074—1081)
- Иестин ап Гургант (1081—1093)

Лорды Гвинллуга
- Оуайн ап Карадог (1081—1116/1140)
- Морган ап Оуайн (1116/1140—1157)
- Йорверт ап Оуайн (1157—1184)
- Хивел ап Йорверт (1184—1210)
- Морган ап Хивел (1215—1248)
- Маредид ап Грифид (1248—1270)
- Морган ап Маредид

## Список епископов
- Дубриций архиепископ
- Тейло (546 - 560)
- Элуистл (VI век) или Святой Аетан
- Эутогуи (до 630 года)
- Бертуин (до около 710 года)